# Меминка
Меминка — река в России, протекает в Республике Татарстан. Правый приток реки Сухая Улёма.

## География
Река берёт начало в Юрьевых горах к северу от села Большие Меми. Течёт в южном направлении. Устье реки находится у села Старое Барышево в 15 км по правому берегу реки Сухая Улема. Длина реки составляет 14 км.

## Данные водного реестра
По данным государственного водного реестра России относится к Верхневолжскому бассейновому округу, водохозяйственный участок реки — Свияга от села Альшеево и до устья, речной подбассейн реки — Волга от впадения Оки до Куйбышевского водохранилища (без бассейна Суры). Речной бассейн реки — (Верхняя) Волга до Куйбышевского водохранилища (без бассейна Оки).
Код объекта в государственном водном реестре — 08010400612112100002836.